# Love Fair
「Love Fair」（ラブ・フェアー）は、岡田有希子の7枚目のシングルである。1985年10月5日にキャニオン・レコード（現：ポニーキャニオン）から発売された。

## 背景
表題曲「Love Fair」は、江崎グリコ「セシルチョコレート」CMソングとして使用された。
「Love Fair」の作詞・作曲を手掛けたかしぶち哲郎は、ムーンライダーズのメンバーとしてドラムやボーカルを担当しており、独特の存在感で味のある歌い方を見せていた。当時のディレクターである國吉美織によると、楽曲提供を依頼する前からムーンライダーズのメンバーとはプライベートで面識があり、レコーディングを進めて行くうちに「この子（岡田）はかなり難しい歌でも歌える」と確信に近いものを得たという。その上で「アイドル時代のうちにどんな歌でも歌えるようになっておけば、この先のアーティスト人生に生かしていけるのでは」と思い、事務所やプロデューサーである渡辺有三にも提案し、この曲を表題曲として発表することに対して承諾を得ることができたという。
B面曲「二人のブルートレイン」について、國吉は「有希子ちゃんの曲はどれもB面用としては作っておらず、シングルのA面にしても大丈夫という自信作ばかりだった」と述べている。ただ、そういう曲ばかりを集めてアルバムを作ると「ごった煮感」が出てしまうので、同じアレンジャーに依頼するなどして一貫性を持たせる工夫をし、歌の世界観を大事にしたと振り返っている。

## 収録曲
1. Love Fair
作詞・作曲: かしぶち哲郎 / 編曲: 松任谷正隆
  - 江崎グリコ「セシルチョコレート」CMソング
2. 二人のブルー・トレイン
作詞: 竹内まりや / 作曲: 杉真理 / 編曲: 松任谷正隆

## カバー
昭和アイドルアーカイブスのトリビュートアルバム企画による2018年8月31日発売のオリジナルレコード『僕らのプレシャス』には、岡田が所属していたサンミュージックプロダクションからデビューしたアイドルグループ「さんみゅ～」のメンバー、新原聖生と西園みすずによるカバーが収録されている。